# 大義県
大義県（だいぎ-けん）は中華人民共和国山西省にかつて存在した県。現在の臨汾市大寧県南部に相当する。
唐代の619年（武徳2年）に設置され、627年（貞観元年）に廃止された。